# Hallee Hirsh
Hallee Leah Hirsh (Omaha, Nebraska; 16 de diciembre de 1987) es una actriz estadounidense conocida por su papel de Daley en la serie infantil Flight 29 Down  y como la actriz segunda (y final) para representar a Rachel Greene en ER. Actuó junto con Kristen Stewart, donde interpretó a Rachel/Rochelle Bruin, en Speak (2004).

## Biografía
Hirsh nació en Omaha, Nebraska, es hija de Deborah, una oficial naval, y Mike Hirsh, un oficial de marina. Comenzó a actuar desde pequeña con su hermano mayor, Greg. Coincidentemente, Hirsh se encontraría actuando sobre un espectáculo naval JAG, como Matilda "Mattie" Johnson Grace para 17 episodios. A los 12 años, se mudó con su familia a Los Ángeles.
Hirsh se graduó en junio de 2011 de la UCLA con honores magna cum laude con una licenciatura en Antropología. Ha vivido en Pekín, como parte de sus estudios en UCLA y habla con fluidez en chino.

## Carrera
Poco después de llegar a Nueva York, cuando tenía 4 años de edad, consiguió un papel recurrente en la comedia de ABC, Loving (1983). Luego en 1998 apareció en Cosas Que Importan, donde trabajo junto a Meryl Streep, Renée Zellweger y William Hurt. Su siguiente trabajo fue a los 8 años de edad junto a Tom Hanks en You've Got Mail (1998).
A los once años, fue nominada por primera vez a los premios Young Artist por su papel escalofriante como un aspirante a asesino de niños en la serie Ley y orden (1990) en el episodio, "Ley y orden: Killerz" (1999). 
Halle primero interpretó a Rachel Greene en la temporada 2001-2002 de en el drama de la NBC, Urgencias, en una historia donde un adolescente rebelde deja a su madre enferma, con quien pelea, en el St. Louis para estar con su padre, Mark Greene. Finalmente se reconcilian antes de que esta muera de cáncer de cerebro como al final de la temporada 8. Hirsh más tarde vuelve a interpretar su papel en 2004 en la temporada 10 episodio "Midnight", visitando a su madrastra la Dr. Elizabeth Corday, con nuevo novio y en búsqueda de píldoras anticonceptivas. En el final de la serie, salió al aire el 2 de abril de 2009, en el episodio titulado "Y en el final", el personaje de Hirsh regresó como candidata a una entrevista para la escuela de medicina, con lo que la historia de la familia Greene esta completa.
También en 2004, a sus 17 años, interpretó a Rachel/Rochelle Bruin en Speak, un drama adolescente basada en la novela del mismo título escrita por Laurie Halse Anderson. La película cuenta con la actuación principal de Kristen Stewart y coprotagonizada por Steve Zahn, Michael Angarano, Elizabeth Perkins y D.B. Sweeney  entre otros.
Ha participado en la serie transmitida en Boomerang Latinoamérica, Flight 29 Down. Protagonizó la película "The Ultimate Christmas Present" junto a Brenda Song en el año 2000.
Actuó también en Mentes criminales (2009) en el capítulo 5 de la quinta temporada como Carol, una de las mujeres secuestradas.
A los 19 años, luchó y ganó el papel principal en la película independiente, 16 to Life, obteniendo dos mejores premios de actriz en el circuito de festivales de cine. Esta película fue estrenada en la televisión, en febrero de 2011. En abril de 2011, protagonizó la película independiente, junto a Linda Hamilton.

## Filmografía

### Películas
| Año  | Película                        | Personaje                     |         |                |
| ---- | ------------------------------- | ----------------------------- | ------- | -------------- |
| 1997 | Norville and Trudy              | Bobbie Kockenlocker           |         |                |
| 1997 | Lolita                          | Niña                          |         |                |
| 1998 | Cosas que importan              | Ellen (8 años)                |         |                |
| 1998 | You've Got Mail                 | Annabelle Fox                 |         |                |
| 1999 | Spring Forward                  | Hope                          |         |                |
| 2000 | El secreto de Joe Gould         | Nora Mitchell                 |         |                |
| 2000 | The Ultimate Christmas Present  | Allie/Allison Rachel Thompson |         |                |
| 2001 | The Gene Pool                   | Dina Fineman                  |         |                |
| 2001 | Un mundo mejor                  | Catherine Melancon            |         |                |
| 2002 | Incest                          | Liz                           |         |                |
| 2002 | El guardián de mi hermana       | Judy Chapman                  |         |                |
| 2002 | Manna from Heaven               | Theresa                       |         |                |
| 2004 | Speak                           | Rachel Bruin                  |         |                |
| 2005 | Un final feliz                  | Mamie                         |         |                |
| 2006 | Wild Hearts                     | Madison                       |         |                |
| 2009 | Make the Yuletide Gay           | Abby Mancuso                  |         |                |
| 2009 | Adiós dulces 16                 | Kate                          |         |                |
| 2010 | Flight 29 Down: The Hotel Tango | Daley                         |         |                |
| 2011 | Fading of the Cries             | Sarah                         |         |                |
| 2013 | Hidden Away                     | Amy                           |         |                |
| 2013 | Bad Behavior                    | Zoe                           |         |                |
| 2014 | Infiltrators                    | Micki Thorne                  |         |                |
| 2014 | A Chance of Rain                | Vanessa                       |         |                |
| 2014 | The Last Dinner Party           | Haley Short                   |         |                |
| 2014 | 2018                            | Chasing the Rain              | Vanessa | postproduccion |

### Series
| Año         | Serie                             | Personajes                     | Notas        |
| ----------- | --------------------------------- | ------------------------------ | ------------ |
| 1993        | Loving                            | Heather Rose Forbes            | 1 episodio   |
| 1996        | All My Children                   | Hallee                         | 1 episodio   |
| 1998 - 1999 | Law & Order: Special Victims Unit | Gillian Lanetti / Jenny Brandt | 2 episodios  |
| 1999        | LateLine                          | Jennifer Karp                  | 1 episodio   |
| 2000        | Malcolm                           | Jessica                        | 1 episodio   |
| 2000        | Judging Amy                       | Jodi Larson Pruitt             | 2 episodios  |
| 2001        | Leyes de familia                  | Katie Pollack                  | 1 episodio   |
| 2001 - 2009 | Urgencias                         | Rachel Greene                  | 14 episodios |
| 2002        | The American Embassy              | Liv Faulkner                   | 1 episodio   |
| 2002        | The Young and the Restless        | Abby                           | 1 episodio   |
| 2002        | El guardián                       | Andrea Caffey                  | 1 episodio   |
| 2003 - 2005 | JAG                               | Mattie Grace Johnson           | 17 episodios |
| 2004        | A dos metros bajo tierra          | Kaitlin Stolte                 | 1 episodio   |
| 2004        | Will y Grace                      | Olivia Walker                  | 1 episodio   |
| 2005        | Nip/Tuck, a golpe de bisturí      | Madison Berg                   | 1 episodio   |
| 2005 - 2007 | Flight 29 Down                    | Daley                          | 30 episodios |
| 2006        | Anatomía de Grey                  | Claire                         | 2 episodios  |
| 2006        | Sin rastro                        | Malia Norton                   | 1 episodio   |
| 2007        | Boston Legal                      | Michelle Cabot-Levinson        | 1 episodio   |
| 2007        | Caso abierto                      | Tina Quinn                     | 1 episodio   |
| 2008        | Entre fantasmas                   | Amy Benzing                    | 1 episodio   |
| 2008        | Salvando a Grace                  | Sophie Ward                    | 1 episodio   |
| 2008        | 90210                             | Hannah Zuckerman-Vasquez       | 2 episodios  |
| 2009        | Mentes criminales                 | Carol                          | 1 episodio   |
| 2009        | Sin cita previa                   | Melissa                        | 1 episodio   |
| 2012 - 2014 | Sloppy Tacos                      | Berri                          | 4 episodios  |

## Premios y nominaciones
| Año  | Premio              | Categoría                                                                            | Título                         | Resultado |
| ---- | ------------------- | ------------------------------------------------------------------------------------ | ------------------------------ | --------- |
| 2000 | Young Artist Awards | Mejor Actuación en una Serie de Drama de TV - Invitado Reparto Actriz Joven          | Ley y orden                    | Nominada  |
| 2001 | Young Artist Awards | Mejor Actuación en una Película para TV (Comedia) - Actriz Joven Líder               | The Ultimate Christmas Present | Ganadora  |
| 2002 | Young Artist Awards | Mejor Actuación en una Serie de Drama de TV - Invitado Reparto Actriz Joven          | Urgencias                      | Nominada  |
| 2002 | Young Artist Awards | Mejor Actuación en una Película para Televisión o Especial - Joven actriz de reparto | Un Mundo mejor                 | Nominada  |
| 2003 | Young Artist Awards | Mejor Actuación en una Película para Televisión, Miniserie o Especial - Actriz Joven | El guardián de mi hermana      | Ganadora  |
| 2004 | Young Artist Awards | Mejor Actuación en una Serie de TV - actriz joven recurrentes                        | JAG. Alerta roja               | Nominada  |
| 2006 | Young Artist Awards | Mejor Actuación en una Serie de TV (Comedia o Drama) - Actriz Joven Líder            | Flight 29 Down                 | Nominada  |